# Gollito Estredo
Jose Gregorio Estredo, detto Gollito (Porlamar, 26 marzo 1989), è un velista venezuelano, windsurfer nove volte campione mondiale nella disciplina freestyle.
Il suo simbolo velico è V-10. Viene considerato un innovatore del freestyle nel Windsurf per avere inventato negli ultimi anni numerosi trick.
Debutta sulla scena internazionale all'età di 14 anni a Bonaire. Insieme a Marcilio "Brawzinho" Browne e al campione mondiale 2012 nella disciplina Wave Philip Köster, ha raggiunto un titolo mondiale ancora minorenne. A partire dal 2003 partecipa infatti ai numerosi eventi organizzati dal PWA World Tour e alle tappe di coppa del mondo di Windsurf conseguendo il suo primo risultato di campione mondiale di Freestyle nel 2006, all'età di 17 anni. A questo risultato seguono le vittorie mondiali del 2008, 2009, 2010, 2012, 2014, 2016, 2017 e 2018.